# Leslie Medina
 (mai 2024).
Si vous disposez d'ouvrages ou d'articles de référence ou si vous connaissez des sites web de qualité traitant du thème abordé ici, merci de compléter l'article en donnant les références utiles à sa vérifiabilité et en les liant à la section « Notes et références ».
Leslie Medina, née le 21 septembre 1992, est une auteure-compositrice-interprète, productrice et actrice de cinéma et de télévision française

## Biographie

### Jeunesse et formation
Leslie Medina est originaire de la région lyonnaise. 
Elle suit le parcours préparatoire de l'Association théâtrale de recherche et d'expression (ATRE) ainsi que les cours de Christian Bujeau au Cours Périmony avant de poursuivre sa formation aux côtés de la coach américaine Tiffany Stern à l'Actors Factory à Paris[réf. nécessaire].

### Carrière à la télévision
Leslie Medina débute à la télévision en 2014 avec le téléfilm Un si joli mensonge d'Alain Schwarstein avec Francis Renaud. En 2015, elle joue dans la série d'Harlan Coben, Une chance de trop, diffusée sur TF1 puis sur Netflix. Elle se fait connaître du grand public en 2016 avec son premier rôle au cinéma dans Camping 3 de Fabien Onteniente, où elle incarne la fille de Gérard Jugnot et Michelle Laroque. Puis dans le rôle d'Elina aux côtés d'Isabelle Nanty dans Mon Poussin.
On la retrouve également aux côtés de Clovis Cornillac et d'Hugo Becker dans la série Chefs, puis en 2018, aux côtés de Max Boublil dans la série Mike diffusée sur OCS.
En 2019, elle rejoint la distribution de la série Balthazar, où elle incarne Maya, la compagne énigmatique du médecin légiste incarné par Tomer Sisley,. La même année, elle incarne le lieutenant Maeva Umana, rôle principal, dans le film Meurtres à Tahiti  tourné en Polynésie française. On la retrouve en 2021 dans la série La Promesse, aux côtés d'Olivier Marchal.
En 2024, elle incarne, aux côtés de François Civil et Pierre Niney, l'actrice principale dans la série Fiasco réalisée par Igor Gotesman pour Netflix.

### Carrière dans la musique
En 2021, elle crée son propre label de musique et signe chez Sony Music.
Autrice-compositrice et productrice, son premier EP, Bon courage, comprenant 6 titres, est sorti en janvier 2022 chez Also (Sony Music)
Elle sort un titre exclusif Vanessa sur l'album MOLITOR 3 en juillet 2022.
Son deuxième EP Les lotus poussent dans la boue sort le 24 mai 2024, distribué par IDOL.
En avril 2024, Leslie Medina interprète le générique de fin de la série Fiasco sur Netflix en duo avec le rappeur Jason Medeiros.

## Discographie

### Albums studio
- 2022 - Bon Courage (Mini-album), Lemonade Records
- 2024 - Les lotus poussent dans la boue (Mini-album), Lemonade Records

### Singles
- Encore Heureux (2021)
- Venise (2021)
- T'iras Où (2022)
- Vanessa (2022) (sur la compilation Molitor 3)
- Les belles filles (2022) feat Fredz
- Particulière (2023)
- Fais comme ci (2023)
- Bbtumadores (2024)
- Manquer à quelqu'un (2024)

## Filmographie

### Cinéma

#### Longs métrages
- 2016 : Camping 3 de Fabien Onteniente : Morgane
- 2017 : Mon poussin de Frédéric Forestier : Elina

#### Courts métrages
- 2016 : In Pectore de Lucia Cerrachi
- 2022 : Coup de foudre au lycée de Mister V et Studio Bagel

### Télévision

#### Séries télévisées
- 2015 : Une chance de trop : Rose Lévy
- 2016 : Chefs : Clara
- 2018 : Mike : Claire
- 2019 - 2023 : Balthazar : Maya
- 2021 : La Promesse : Lila Castaing
- 2024 : Fiasco : Ingrid Flamenbaum

#### Téléfilms
- 2014 : Un si joli mensonge d'Alain Schwarstein : Julie
- 2019 : Meurtres à Tahiti de François Velle : Lieutenant Maeva Umana
- 2021 : Noël à tous les étages de Gilles Paquet-Brenner : Violette

## Théâtre
- 2021 : Le coupable, au Théâtre Marigny, mise en scène Jeremy Lippman : Sara